# Sarina Scheidegger
Sarina Scheidegger (* 1985 in Bern) ist eine Schweizer Künstlerin. Sie arbeitet mit kollektiven Produktionen im Bereich Performance, Text und Musik.

## Leben
Sarina Scheidegger studierte von 2006 bis 2009 in Basel an der Fachhochschule Nordwestschweiz HGK und schloss mit dem Bachelor of Fine Arts ab. Sie arbeitete von 2008 bis 2019 mit Alexandra Stähli kuratorisch und künstlerisch unter dem Projektnamen "Planke" im Kaskadenkondensator. Sie zeigten performative künstlerische Positionen, die mit Installationen und Interventionen Räume bespielten. Nach einem Praktikum bei einer Zürcher Galerie folgte eine Assistenz beim Institut Kunst an der FHNW HGK in Basel. Sie führte das Kunststudium 2014 mit einem Erasmus Semester an der Universität für angewandte Kunst in Wien fort und schloss 2015 mit dem Master of Contemporary Art Practice an der Hochschule der Künste in Bern ab. Seit 2012 ist sie Vorstand des Ausstellungsraum Klingental Basel. In Zusammenarbeit mit Chantal Küng und Nora Locher organisiert sie seit Sommer 2013 die Lesereihe „Rooftop Readings“ mit öffentlichen Lesungen auf Dächern in Basel. Sie arbeitete 2020 bis 2023 beim Forschungsprojekt „Flüchtiges Sammeln“ an der Hochschule Luzern (HSLU). 2016 gründete sie zusammen mit Kambiz Shafei „Stingray Editions“, um verschiedene Formate und Editionen von unterschiedlichen Künstlern zu veröffentlichen.
Scheidegger lebt in Basel.

## Werk
Scheidegger arbeitet als Kuratorin, Autorin und Redaktorin in verschiedensten Kollaborationen. Ihre  Zusammenarbeiten gehen über die Schweizer Grenzen hinaus. Zum Beispiel eine Serie zum Thema Wasserpolitiken, Hydrofeminismus und Fluidität mit der argentinischen Künstlerin Jimena Croceri.
Mit Ariane Koch bildet Scheidegger seit vielen Jahren ein Künstlerinnenduo, das textbasierte, performative Projekte realisiert.

## Auszeichnungen
- 2012: Performancepreis Schweiz
- 2013 Projektstipendium, Basel-Stadt, Freies Kunstprojekt
- 2015 Arbeitsstipendium, Werkbeitrag, Basel-Stadt
- 2016 Forschungsstipendium, Pro Helvetia
- 2017 Arbeitsstipendium, Pro Helvetia
- 2020 Arbeitsstipendium, Pro Helvetia
- 2024 Ankauf Performance „Rosa & Louise“, Stadt Bern

## Stipendien und Residenzen
- 2012: iaab, Artist in Residency, Leipzig
- 2013: Projektstipendium, Basel-Stadt, Freies Kunstprojekt
- 2015: Arbeitsstipendium, Basel-Stadt, Werkbeitrag
- 2016: Atelier Mondial/SKK, Artist in Residency, Buenos Aires
- 2016, 2017, 2020: Arbeitsstipendium, Pro Helvetia
- 2018: Residenz FLORA ars + natura, Bogota, Coincidencia, Pro Helvetia
- 2019: Residenz Andreas Züst Bibliothek, St. Anton, Appenzell
- 2019: Reisestipendium Stadt Bern, Atacama-Wüste, Chile
- 2021: Atelier Mondial, Reisestipendium
- 2021: Residenz, Forum Schlossplatz, Aarau
- 2022: Sasso Residenz, Vairano
- 2023/24: Arbeitsaufenthalt Istituto Svizzero, Rom
- 2025 Arbeitsaufenthalt CAB, Chile, Pro Helvetia Südamerika

## Performances, Ausstellungen (Auswahl)

### Einzelausstellungen/-performances
- 2008: An dich weil du nicht denkst an mich um das Denken zu beenden, Einzelausstellung, Ausstellungsraum Schalter, Basel
- 2012: Einzelausstellung, deuxpiece, Basel
- 2014/2013 Looking for Fritz, 1.–4. performativer Spaziergang, Stadtraum Basel
- 2022: Collaborating Waters, im Rahmen von BANG BANG translokale Performance Geschichten, Museum Tinguely, Basel

### Gruppenausstellungen/-performances (Auswahl)
- 2007: Feder und Faden, Projektraum Sodium, Progr, Bern
- 2007: ACT – Performancefestival, Kaskadenkondensator, Basel[3]
- 2007: Basis Thesis, Ausstellungsraum Billerbeck, Basel, Switzerland
- 2008: PPP – ProgrPlattformPerformance, Progr, Bern
- 2009: Querfeldein – Zeitgenössische Kunst im Goms, Münster - Geschinen, Goms
- 2009: This This Sex Time, Giorgio Sadotti, Tower Room Exhibition, London, UK[4]
- 2009: Bildet Banden, mit Alexandra Stähli, Ausstellungsraum Klingental, Basel
- 2009: Act, performancefestival, Ostquai, Basel
- 2010: Performance Art on Video, kuratiert von Fabian Chiquet, Galerie Claudia Gröflin, Zurich
- 2011: staging Voices, Progr, Bern
- 2013: Happy End mit Textkiosk, Stadtgalerie, Bern
- 2014: Vanishing Point – Special Event, Ausstellungsraum Klingental, Basel
- 2014: Gender und Diplomatie, Haus der Kulturen der Welt, Berlin
- 2015: Sunday Cinema, well well well, Wien
- 2015: Epicycle 1-6, Kooperation mit Sinfonietta, Basel
- 2016: Manifesta Zürich – What People Do For Money, hNc agency, Zürich
- 2016: Plattform 2016, Kunstraum Walcheturm, Zürich
- 2017: What are if not Pigeons III, lokal-int, Biel
- 2017: Fast&Furious Art, Urgent Paradise, Lausanne
- 2017: Rosa & Louise, Pavillon Pro Helvetia, ART Basel
- 2017: Kunst im Ring, Dr. Kuckucks Labrador, Boxclub, Basel
- 2017: 3 Dartboards, Thames-Side Studios Gallery, London
- 2018: On the Road: 10 Jahre Caravan, Aargauer Kunsthaus, Aarau
- 2018: Magic Circle, Kunstraum Niederoesterreich, Wien
- 2018: New Swiss Performance Now, Ariane Koch, Sarina Scheidegger, Kunsthalle Basel, Basel
- 2019: Wearable - Unwearable Art, Centre culturel suisse, Paris, Frankreich
- 2020: Cat's eye, mit Ariane Koch, Fotomuseum Winterthur
- 2021: Do The Right Thing, Kunstmuseum Basel
- 2021: Aggregates, Ausstellungsraum Klingental, Basel

## Publikationen (Auswahl)
- 2013: Robert Steinberger: Here and Now. Und die Ferne wird zur Nähe, Ausstellungskatalog, Zürich
- 2014: Kristina Semenova: Return To Sender, exhibition catalogue, Haus der Kulturen der Welt, Berlin
- 2016: Doris Löffler, Kristina Pia Hofer (Hrsg.): Bosom Friends, Vereinigung Bildender Künstlerinnen Wien
- 2016: In Company, Centre Pasque’Art, Stingray Editions
- 2017: Hidden Poems, Stingray Editions, Basel
- 2020/2019: Pursuit of Wonders, mit Mara Züst, Andreas Züst, Edition Patrick Frey, Zürich, ISBN 978-3-907236-06-2[5]
- 2020: Mara Züst, Andreas Züst: Pursuit of Wonders,  Edition Patrick Frey, Zürich, ISBN 978-3-907236-06-2.
- 2020: Ana Navas: Tiene Palabras, ESPAC, Mexico, ISBN 978-607-8722-00-6
- 2021: Collaborating Waters, Stingray Editions, ISBN 978-3-9524808-8-5[6]